# Daodejing
Het boek Daodejing (vereenvoudigd Chinees: 道德经; traditioneel Chinees: 道德經; pinyin: Dàodéjīng), ook wel Tao Te Ching of Tao Te King geschreven, is een van de belangrijkste geschriften van het taoïsme, dat naast het confucianisme en boeddhisme een van de grote drie Chinese filosofieën is. De teksten van het boek zouden door Lao Zi uitgesproken zijn in de 6e eeuw v.Chr.
Volgens de mythe zou Lao Zi het geschrift opgetekend hebben toen hij aan het eind van zijn leven een bergpas overtrok naar het Westen, op verzoek van de grenswachter Guan yin Zi. Deze legende wordt vermeld door de Chinese historicus Sima Qian. In feite zijn de teksten eerst mondeling overgeleverd door zijn leerlingen enzovoorts en rond 370 voor Christus voor het eerst genoteerd op bamboestroken, nog weer later op zijdepapier. Mede daardoor is het niet duidelijk of alle uitspraken afkomstig zijn van één of meerdere auteurs. Toch wordt Laozi ('meester Lao' of 'oude meester') meestal beschouwd als de (voornaamste) bron van de teksten. Om die reden wordt het boek vaak ook als " de Laozi" aangeduid.
Veel lezers en zelfs vertalers en schrijvers van en over het geschrift zijn zich er niet van bewust dat er niet één Daodejing is, maar dat er in het oude China vele tientallen, zo niet honderden versies van bestonden. De Chinese standaardversie die het meest gebruikt wordt 'als overgeleverde versie' dateert van de 2e eeuw n.C. en is qua tekst gewijzigd en van politiek-filosofisch commentaar voorzien door Wang Bi, een jonge filosoof die daarmee indruk wilde maken op zijn vorst. Een eerdere versie is die van Hesshang Gong die meer aandacht schenkt aan mystieke en religieuze teksten en commentaar daar op geeft. Eind vorige eeuw zijn twee oudere versies bij opgravingen aan het licht gekomen, resp. de Mawangdui-versies A en B en de oudste nu bekende versie, de onvolledige Guodian-versie op bamboestroken.

## Tekst
De Daodejing is een bundel van 81 korte teksten, die zowel mystieke, ontologische als ethische aspecten van het leven behandelen. Het bespreekt hoe de wereld in elkaar zit, maar ook hoe men in het leven "juist" handelt. Het eerste hoofdstuk begint met het woord dao (道) dat vaak te eenvoudig wordt weergeven met 'de Weg', maar een veelomvattende betekenis heeft als de onbenoembare bron, de voeding, het eerste beginsel. Het tweede hoofdstuk begint met ‘’de (德) dat 'deugd, integriteit, innerlijke kracht of eigen aard'  betekent, vandaar de titel Daodejing: 'Boek (jing: 經) van dao en de', ook vaak te simpel vertaald als 'Het boek van de Weg en de Deugd' of een variant daarop. Het Geschrift van de Dao en De lijkt een betere naam.
Centraal staan in de Daodejing 'het volgen van de Dao', meditatie en verlichting 'het verwerven van de Dao' en , Wu wei'het niet ingrijpen, het loslaten', dat wil zeggen, je niet verzetten tegen de loop der dingen, maar daar spontaan in meegaan. Wu wei wordt ook begrepen als handelen zonder betrokkenheid, egoloos handelen. In die zin zijn mensen beter af zonder kennis of verlangen dat juist aanzet tot verzet.
In de vertaling van John Willemsens begint de Daodejing als volgt:
Het Tao dat genoemd wordt, is niet het eeuwige Tao,
 want de namen die wij noemen, zijn geen eeuwige namen.
 Hemel en Aarde zijn naamloos geboren;
 noemen is enkel de moeder der dingen.
 Wie geen verlangens koestert, aanschouwt hun mysterie;
 wie wel verlangens koestert, aanschouwt hun gedaante.
 De twee zijn in wezen hetzelfde;
 pas dan krijgen ze elk een eigen naam.
 We zouden beide een mysterie kunnen noemen
 en nog geheimzinniger is de poort aller mysteriën.
De Tao Te Tjing van Lao-Tse, vertaling John Willemsens, 1990/1999
Het boek verwierp de sinds de Shang-dynastie populaire theorie dat er een God of hemelse autoriteit zou zijn. Daarvoor werd "de Dao" in de plaats gesteld, een geest die transcendent is aan tijd en ruimte en het gehele universum in zich draagt. Ook wordt in het boek de theorie van deugdzaamheid verworpen zoals die voorkomt in het confucianisme of mohisme.

## Interpretaties
De Daodejing wordt vaak gezien als een deels politieke tekst met aanwijzingen voor een 'heerser'. Deze interpretatie strookt echter niet met de ideeën van Zhuang Zi, die gezien wordt als de grootste navolger van Lao Zi. Zhuang Zi is wars van elke bemoeienis van een 'Wijze' met politiek of heersers. Zhuang Zi daarentegen benadrukt de mystieke en meditatieve inhoud van de Daodejing. De politieke visie op Lao Zi en bijpassende interpretatie van zijn geschrift zijn vanaf de 2e eeuw v.C. ontstaan door filosofen die de mystieke leer van Lao Zi gingen gebruiken voor eigen sociaal-politieke doeleinden. Nog later, in de 2e eeuw n.C., kwam er een vergoddelijking van Lao Zi en een religieus-politieke interpretatie en commentaar op de Daodejing.

## Commentaren
Het oudste commentaar op de Daodejing is volgens Kristofer Schipper de Zhuangzi. Hierin staan meer dan honderd verwijzingen en aanhalingen uit de Daodejing. Bij Zhuang Zi gaat het vooral om meditatie en relativering van het dagelijks leven.
Twee belangrijke, meer politieke commentaren op de Daodejing zijn het commentaar van Wang Bi en dat van Heshanggong. Het commentaar van Wang Bi is het meest nagevolgd. Wang Bi legt de Daodejing uit als een handleiding voor vorsten. Zijn visie ligt ten grondslag van vrijwel alle ver- en hertalingen in westerse talen. Tegenwoordig is Wang Bi's versie van het geschrift wel wat gecorrigeerd door de ontdekking van de twee oudste versies, de Guodian en Mawangdui Daodejing, maar de interpretatie van de teksten is nog steeds vooral volgens zijn visie. Veel ver- en hertalers zijn zich er niet van bewust dat diens als standaard gebruikte tekst door Wang Bi gewijzigd is.
Het commentaar van Heshanggong ('de heer aan de bovenloop van de Rivier') is veel ouder, en minder gangbaar. Heshanggong legt de Daodejing heel anders uit dan Wang Bi, namelijk niet alleen als een handleiding om een land te besturen, maar als een handleiding over hoe het lichaam te besturen, en zo onsterfelijk te worden.

## Vertalingen
De Daodejing is, na de bijbel, waarschijnlijk het meest vertaalde boek ter wereld. Niet alle vertalingen zijn echter even correct. Veel hangt ook van de interpretatie af. Dit kan erg moeilijk zijn, aangezien de karakters op vele manieren vertaald kunnen worden en zo ook op vele wijzen geïnterpreteerd. Zie hieronder een voorbeeld hiervan.

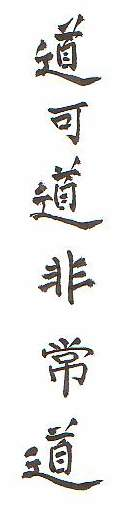
Kalligrafie Louk Dubois

Hier links staan de eerste zes Chinese karakters van de Daodejing. Van boven naar beneden zijn dat:
- in het Standaardmandarijn:

dao------ke--------dao-------fei----------chang-------dao

(weg) (kunnen) (weg) (niet zijn) (bestendig) (weg)
- in het Standaardkantonees:

Toow----Hoh-----Toow-----Feej------Seung------Toow

Veel vertalingen luiden: "De Tao die begaan kan worden, is niet de eeuwige Tao." Er wordt daarin onderscheid gemaakt tussen een eeuwig 'ontologisch' Tao en een 'gemanifesteerd' Tao. Oftewel: hier in deze wereld kan men het "echte", eeuwige "Tao" niet onder woorden brengen, kennen of begaan naar de aard ervan. Het Tao wordt dan niet een gewone weg, een weg die je kunt gaan of volgen, maar een symbool voor iets dat niet onder woorden gebracht kan worden. Vandaar dat "Tao" dan onvertaald blijft.
Er zijn ook opvattingen dat dit onderscheid niet gemaakt behoort te worden (bijvoorbeeld die van J.J.L. Duyvendak, zie zijn vertaling van 1942). In dat geval wordt de vertaling meer letterlijk en van een geheel andere interpretatie, ongeveer zo: "De weg die als juiste weg beschouwd wordt, is geen bestendige weg." Een interpretatie in de trant van "In deze wereld kun je nergens zeker van zijn", ligt dan voor de hand. Dit geeft aan hoe moeilijk de vertaling van de Daodejing is. Elke vertaling weerspiegelt tot op zekere hoogte de opvattingen van de vertaler, daarom is het aanbevelingswaardig meerdere vertalingen te lezen.

### Nederlandse vertalingen direct uit het Chinees
- Henri Borel, Lao Tsz’, (In de reeks: De Chineesche filosofie toegelicht voor niet-sinologen, deel 2), Amsterdam (Van Kampen) 1898. 2e druk 1907, 3e druk 1922. In 2017 opnieuw uitgegeven in modern Nederlands als Mysterieën van Tao en de. Daodejing door Elly Nooyen, Haarlem (Rozekruis Pers), ISBN 978-90-673-2458-8
- J.J.L. Duyvendak, Tau-te-tsjing. Het boek van weg en deugd (uit het Chinees vertaald en toegelicht door J.J.L. Duyvendak), Arnhem (Van Loghum Slaterus) 1942, 2e herziene druk 1950. 3e druk Amsterdam (De Driehoek) 1980 (met een nawoord van B.J. Mansvelt Beck), ISBN 90-6030-277-X.
- Kristofer Schipper, Het boek van de Tao en de innerlijke kracht (Vertaald en toegelicht door Kristofer Schipper), Amsterdam (Uitgeverij Augustus) 2010, ISBN 978 90 457 0291 9
- B.J. Mansvelt Beck, Daodejing (opnieuw vert. uit het Chinees naar de oudere tekstversie met commentaar van Heshanggong), Utrecht (Servire) 2002, ISBN 90-215-3773-7
- Lloyd Haft, Lau-tze's vele wegen. Een alternatieve lezing van de Tau-te-tsing, Voorburg (Synthese) 2017, ISBN 978-90-6271-132-1
- Zondervan, Ben (Wuwen Zi), De oorspronkelijke mystieke wijsheid van de Dao Deh Jing. Het mondelinge onderricht van de Oude Meester Lao Zi over verlichting, wijsheid en meditatie. Een kritische zen-interpretatie op basis van de oudste dao-geschriften. Vertaald en toegelicht door Ben Zondervan/Wuwen Zi, Zwaag (Pumbo bv) 2023, ISBN 978-90-90-37464-2

### Nederlandse vertalingen uit andere talen
- Lao Tse, voorw. J.A.B., in het Hollandsch overgebracht, [en met een inl. uitg. door J.A. Blok]. – Amsterdam : Theosofische Uitgevers-Maatschappij, 1910. – 83 p. ; 18 cm.
- Lao Tseu, Tao Te Tjing,Vertaling van Ir. J.A. Blok, Uitgever: Ankh Hermes, Deventer, ISBN 90-2023-312-2
- Lao-Tseu,  J.A. Blok, H. van Praag Uitgever: VBK Media, ISBN 978-90-202-3312-4
- Daodejing (klein formaat boekje - opnieuw vert. uit het Chinees met behulp van tientallen andere vertalingen door Paul Salin Kluwer - voormalig uitgever van Ank-Hermes), Deventer: Ank-Hermes BV, 1995, ISBN 90-202-2424-7

### Nederlandstalige commentaren op de Daodejing in druk
- J. van Rijckenborgh en Catharose de Petri, 1987, De Chinese Gnosis - commentaren op de Tao Teh King, Rozekruis Pers, ISBN 978-90-673-2022-1
- Jaap Voigt, 2011, Dao De Jing - uit het Chinees vertaald en toegelicht door Jaap Voigt, Nachtwind, ISBN 978-90-813-1960-7
- Elly Nooyen, 2013, Hart voor Tao - Lao Zi’s gids voor universele wijsheid, Rozekruis Pers, ISBN 978-90-673-2421-2
- Kristofer Schipper, 2014, Lao Zi - Het boek van de Tao en de innerlijke kracht, Uitgeverij Augustus, ISBN 978-90-813-1960-7
- Elly Nooyen, 2017, Mysteriën van Tao en de Daodejing - Negen taoïstische thema’s en Lao Zi’s meesterwerk door Henri Borel, Rozekruis Pers, ISBN 978-90-673-2458-8

## Externe links

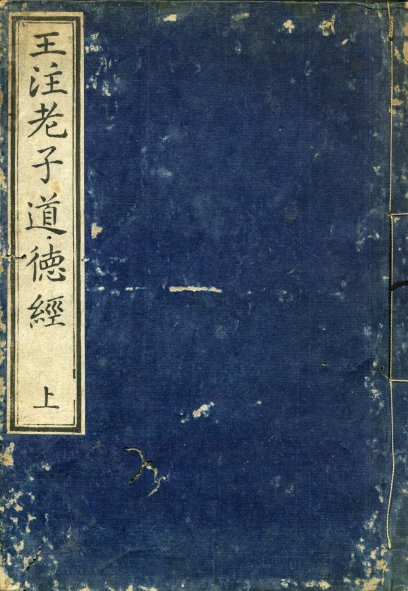
Daodejing, Wang Bi editie, Japan, 1770